# Néstor Rossi
Néstor Raúl „Pipo” Rossi (Buenos Aires, 1925. május 10. – Buenos Aires, 2007. június 13.) argentin labdarúgó-középpályás, edző.
Az argentin válogatott tagjaként részt vett az 1958-as labdarúgó-világbajnokságon.